# Kom du med mig min Herre Jesus
Kom du med mig min Herre Jesus är en psalmtext översatt till svenska från finska sångenTule kanssani Herra Jeesus av Elis Sjövall.
 Den finska ursprungstexten av Hilja Haahti, (1874-1966),  Tule kanssani Herra Jeesus. Översättning av 2 verser till svenska: Elis Sjövall.
Den finska sångtexten, skriven 1899, är copyright-belagd - ägare Fennica Gehrman Oy.
Sången infördes i den finska psalmboken 1938.
I den finlandssvenska psalmboken antagen 1986 finns en annan svensk översättning gjord av Ole Torvalds 1982.
Melodi (1913) av Armas Maasalo, G-dur, 3/4

## Publicerad i
- Sions Sånger 1951 nr 217 under "Tillägg".
- Sions Sånger 1981 nr 283 under rubriken "Morgon och afton".
- Sions Sånger och Psalmer nr 93
- Sions sånger och psalmer 2017 nr 178
- Finlandssvenska psalmboken nr 511
- Ruotsin kirkon virsikirja (Den svenska psalmboken på finska) nr 725, på finska och på svenska